# Tétange
Tétange (Luxemburgs: Téiteng, Duits: Tetingen) is een plaats in de gemeente Kayl en het kanton Esch-sur-Alzette in Luxemburg.
Tétange telt 2821 inwoners (2001).

## Geboren in Tétange
- Camillo Felgen (1920-2005), zanger
- Jeannot Lunkes (1946), schilder